# Hasábburgonya
A hasábburgonya, sült krumpli vagy szalmakrumpli bő, forró olajban sütött, hasábokra vágott burgonya, mely köretként vagy önálló ételként is fogyasztható. Számos étterem, gyorsétterem, étlapján szerepel. Különféle kultúrákban más-más szósszal vagy feltéttel kínálhatják, például ketchuppal, majonézzel. Készíthető édesburgonyából is. Olaj nélkül, vagy kevés olajjal süthető sütőben is. Származását tekintve mind a franciák, mind a belgák úgy gondolják, hogy az ő gasztronómiájukból eredeztethető.

## Készítése
A sült krumplihoz a keményebb, sütni való fajtákat ajánlják, ezek Magyarországon az A és C besorolású burgonyafajták, melyek nem esnek szét sütéskor. Ilyenek például az Agria, Kuroda, Rioja, Vénusz Gold vagy a White Lady. A földből frissen kiásott burgonya nedvességtartalma még igen magas, ezért nem alkalmas sült krumpli készítéséhez, szottyadt lesz az állaga, ezért olyan krumplit érdemes választani, amit már tárolnak egy ideje.
A burgonyát hasábokra vágják, szalmakrumpli készítésekor vékonyabbakra, majd forró olajban vagy zsírban kisütik. Egyes szakácsok kétszer sütik a burgonyát, az első sütés után hagyják kihűlni, majd újra kisütik. Általában növényi olajat használnak a sütéshez, de régebben úgy vélték, a marhafaggyú alkalmasabb a sütéshez. 1990-ig a McDonald’s például 93% marhafaggyú és 7% gyapotmagolaj keverékét használta, majd marhahús ízesítésű növényi olajra váltott.
A hasábburgonya elősütött, fagyasztott állapotban is kapható, és sok étterem – közöttük neves éttermek is – fagyasztva vásárolják a hasábburgonyát a kiszámíthatóbb minőség és egyenletesebb állag miatt.

## Ételek
Híres ételek hasábburgonyával:
- brit fish and chips (sült hal hasábburgonyával)
- az amerikai gyorséttermekben a hamburger állandó kísérője a hasábburgonya
- poutine, kanadai hasábburgonya sajttal és barnaszósszal
- francia rácsos burgonya (Pommes gaufrettes)
- francia steak-frites (fatányéros hasábburgonyával)

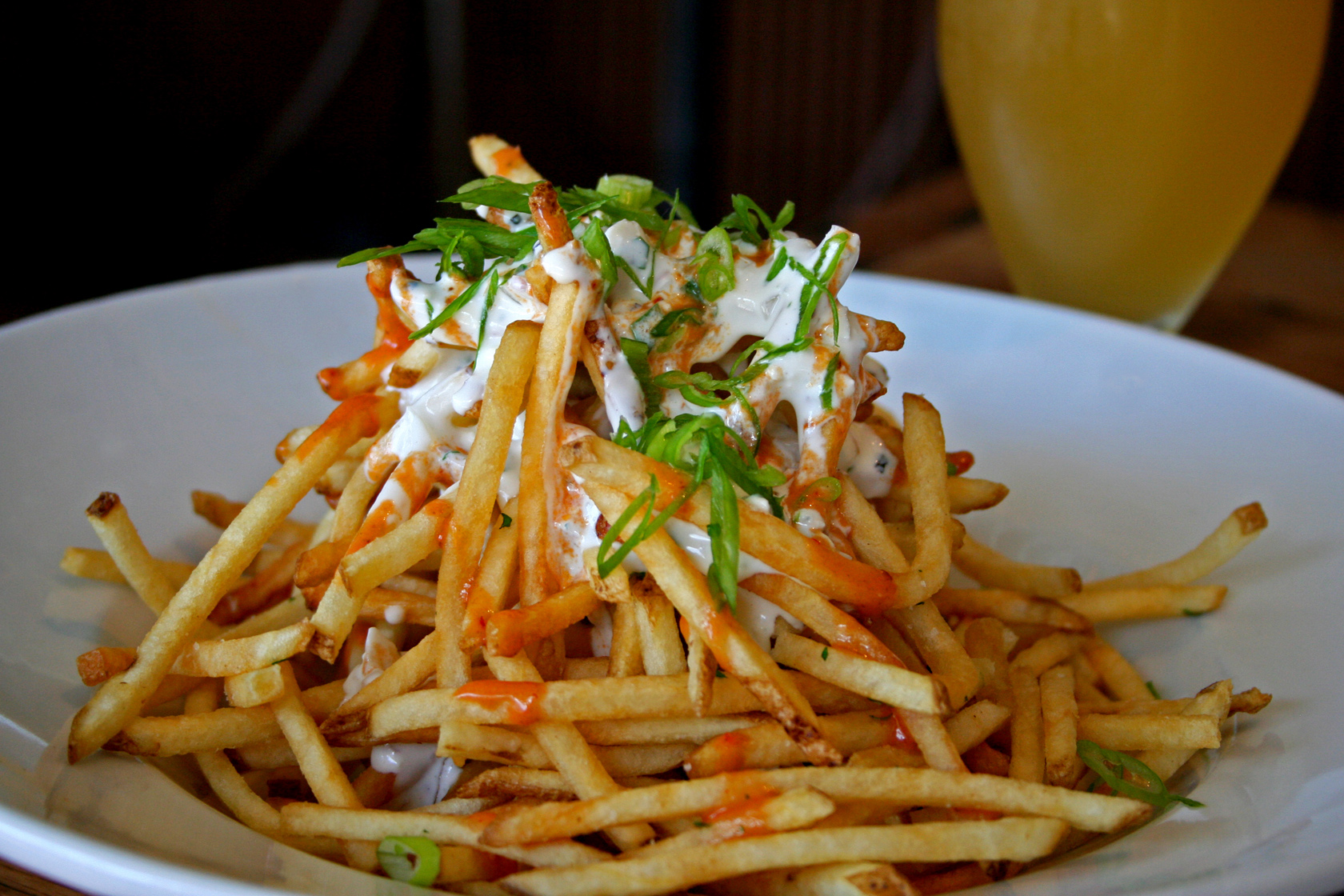
Szalmakrumpli kéksajtos öntettel
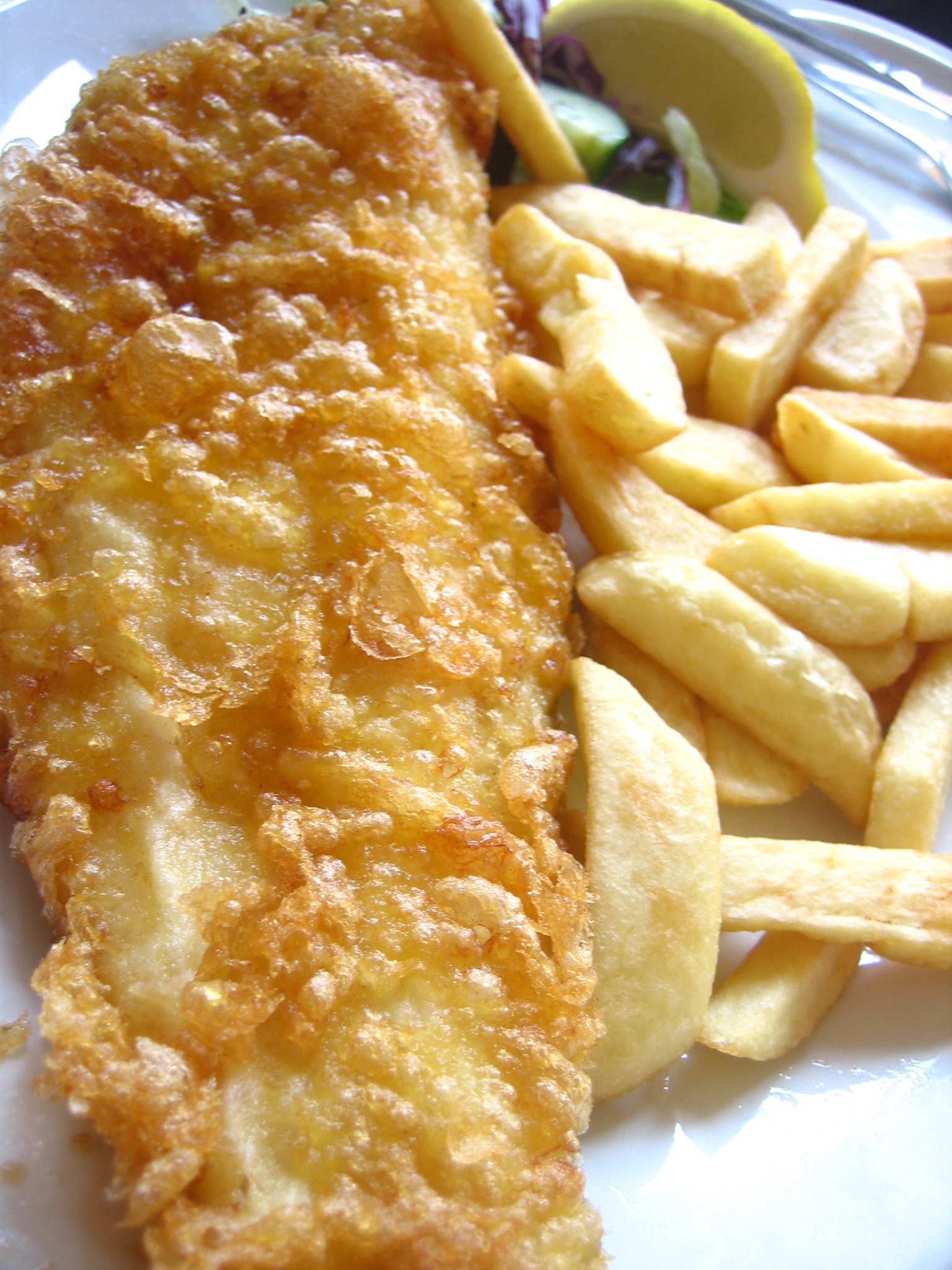
Fish and chips
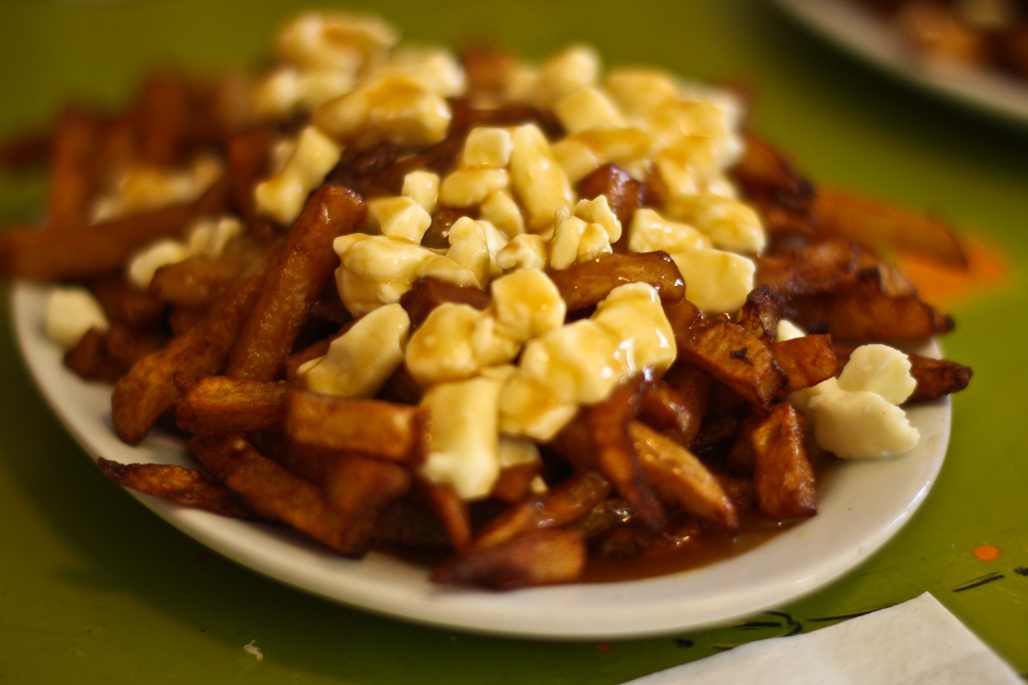
Poutine
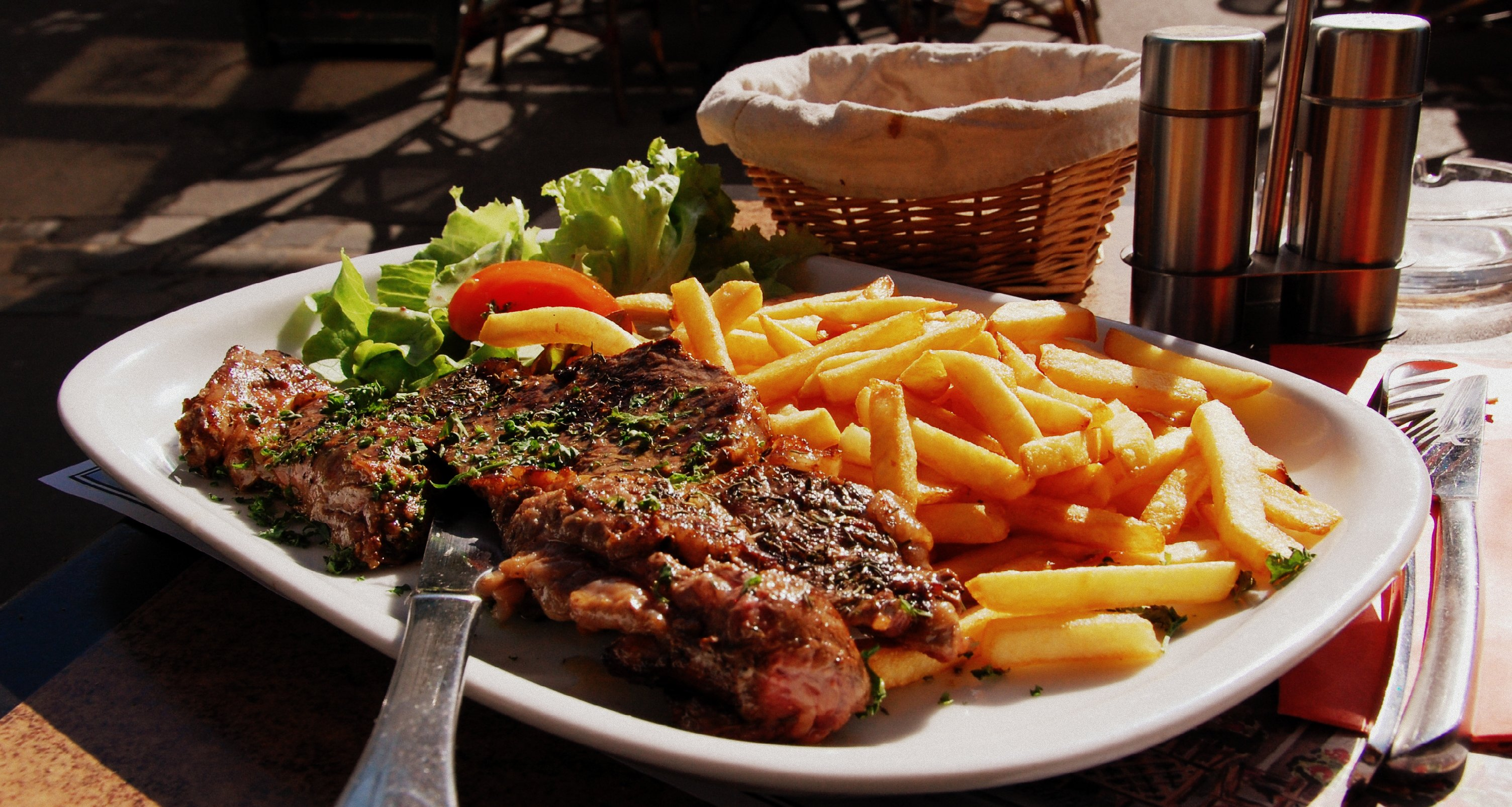
Steak-frites
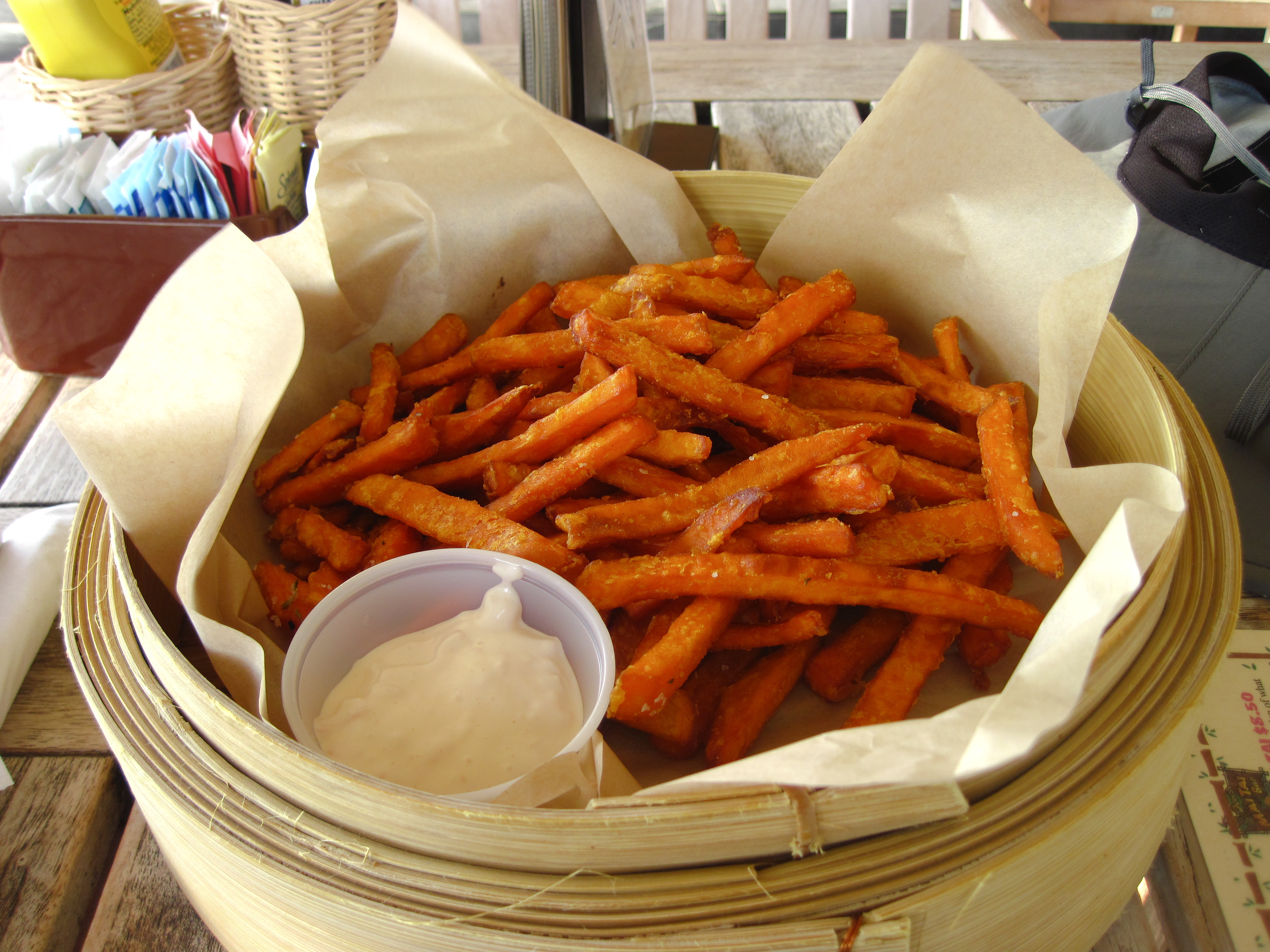
Hasábburgonya édesburgonyából

## Hatása az egészségre
A bő olajban sütött hasábburgonya legfőbb összetevői a burgonyából származó szénhidrátok (keményítő formájában) és fehérje, valamint a sütés során magába szívott zsiradék. A hasábburgonyát gyakran sózzák utólag. Az Egyesült Államokban a McDonald’s nagyméretű hasábbburgonya-adagja 154 grammos, ez 510 kalóriát jelent, 66 g szénhidráttal, 24 g zsírral és 7 gram fehérjével, valamint 350 mg nátriummal (a sóból).
A sült krumplit egészségtelennek tartják, a sütéssel, sózással és a burgonya héjának eltávolításával megfosztják az ételt a hasznos tápanyagtartalmától, ráadásul a mellé felszolgált zsíros, cukrozott mártogatós szószok is csak rontanak a helyzeten. Az olajban sütés miatt az étel sok transz-zsírsavat is tartalmaz, ami növeli a rossz koleszterin mennyiségét. Egy 2006-os tanulmány szerint a gyorséttermekben használt olaj milyensége miatt egyes országokban, vagy akár egy országon belül más-más városban is változó lehet a transz-zsírsavak mennyisége a sült krumpliban, ugyanannál az étteremláncnál is. A tanulmány azt találta, hogy Európában kevesebb transz-zsírtartalmú olajat használnak, mint Amerikában.